# 李娘 (高欢)
李娘（?—?），北魏至北齊時代人物，出自陇西李氏，北齊追尊神武皇帝高歡之妾。由於高歡生前未曾稱帝，外界於其妾多以某娘稱謂。
李娘是李延寔的从妹，本來是北魏城阳王元徽之王妃。李娘是元徽后妻，魏孝庄帝舅舅的女儿。魏孝庄帝的母亲是李媛華，李延寔的亲妹妹，李冲的女儿。元徽在尔朱兆入京时被杀于郊外。李娘被高欢纳为妾室，早卒。

## 延伸阅读
[在维基数据编辑]
 《北史·卷014》，出自李延壽《北史》